# Кліп-кліп
Кліп-кліп (англ. Blink) — десятий епізод третього сезону поновленого британського науково-фантастичного телесеріалу «Доктор Хто». Уперше транслювався 9 червня 2007 р. на телеканалі BBC One. Режисером епізоду був Хетті Макдональд. Епізод є єдиним серед епізодів «Доктор Хто» 2007 року, який був написаний Стівеном Моффатом. Епізод оснований на короткій історії, написаній Моффатом для Doctor Who Annual за 2006 рік, під назвою «Що я робила на різдвяні свята, написано Саллі Сперроу».
В епізоді, Десятий Доктор — володар часу, якого зіграв Девід Теннант, потрапляє в пастку в 1969 році і намагається отримати контакт з молодою дівчиною в 2007 році, Саллі Сперроу (грає Кері Малліган), щоб не допустити отримання плакучими янголами контролю над TARDIS. Сперроу та брат її найкращої подруги Ларрі Найтінгейл (грає Фінлі Робертсон) повинні розгадати зашифровані загадки, надіслані крізь час Доктором, залишених у DVD в якості пасхальних яєць.
Доктор та його супутниця Марта Джонс (грає Фріма Аджимен), мають дуже мало виділеного екранного часу в епізоді, що дозволило одночасно знімати ще один епізод телесеріалу, через що епізод «Кліп-кліп» називають епізодом «Доктора Хто», знятим у режимі «Доктор-лайт». Сцени у Вестер Драмлінс були зняті у занедбаному будинку в Ньюпорті. Для зображення янголів дві акторки наносили макіяж та надягали протези. Епізод був переглянутий 6,62 мільйонами глядачів у Великій Британії.
«Кліп-кліп» отримав широке визнання критиків і вважається одним з найкращих епізодів телепрограми. Моффат здобув нагороди BAFTA Craft та нагороду від БАФТА Уельс за найкращого сценариста. Епізод отримав премію «Г'юго» за найкращу драматичну постановку (коротка форма), а за її окремий виступ у серіалі Малліган виграла Constellation Awards за найкращу гру актора-жінки в науково-фантастичному телевізійному епізоді 2007 року. У 2009 році епізод був визнаний другою найкращою історією «Доктора Хто» читачами «Doctor Who Magazine».

## Сюжет

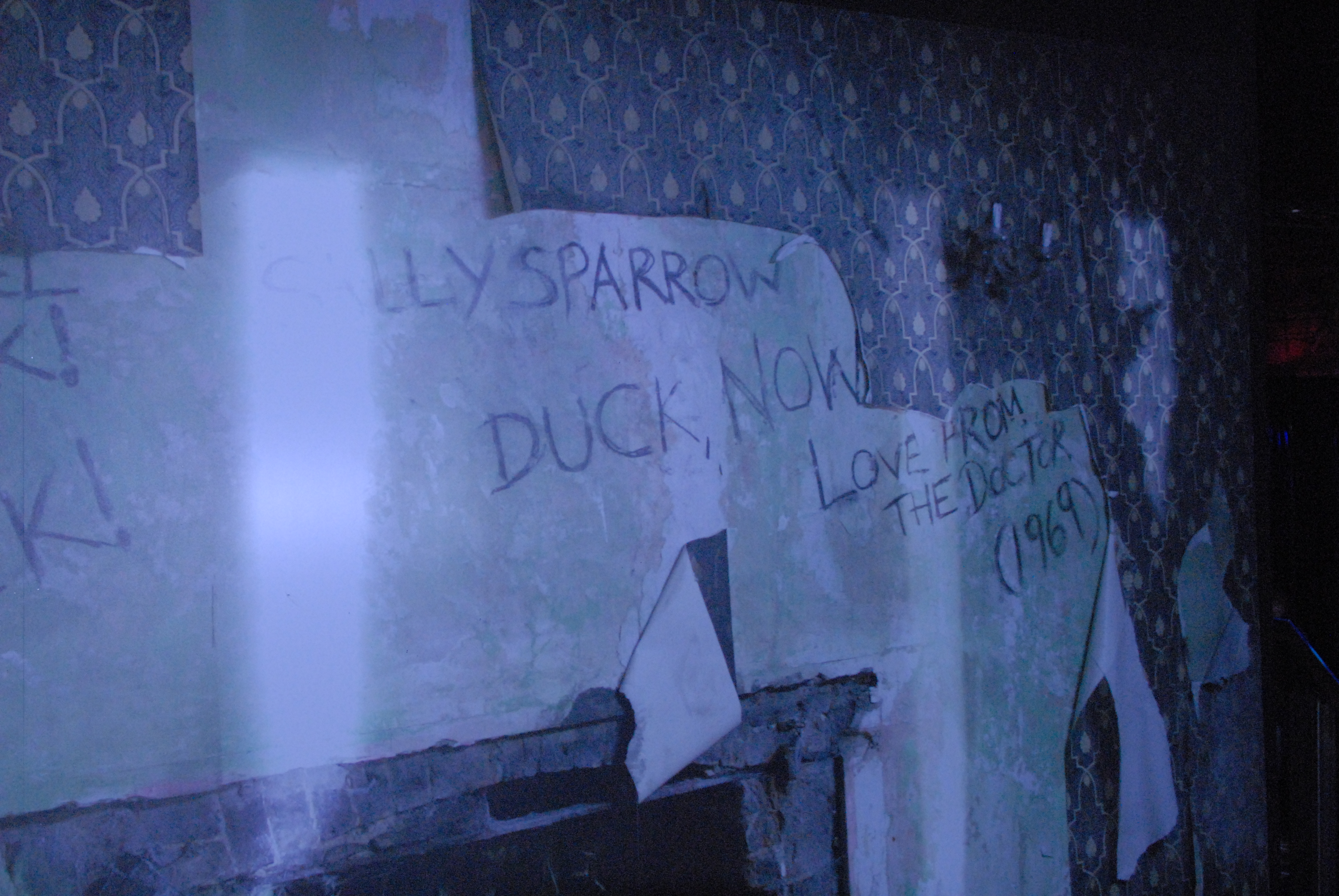
Стіна з написами Доктора на виставці «Doctor Who Experience»

### Вступ до епізоду
Молода фотограф Саллі Сперроу входить до покинутого будинку на Вестер Драмлінс. Увійшовши в кімнату нагорі, вона бачить облуплені шпалери та букви «BE» під ними. Вона здирає шпалери остаточно та знаходить повідомлення «Стережися ангелів» (англ. BEWARE OF THE WEEPING ANGELS). Вона відриває шпалери ще та бачить іншу фразу в повідомленні: «Тікай, Саллі Сперроу». Вона дивиться у вікно і бачить статую ангела, який закриває руками очі. Вона відриває решту шпалер та бачить підпис автора повідомлення: «З любов'ю від Доктора, 1969».

### Основний сюжет
Наступного дня Саллі повертається до покинутого будинку зі своєю подругою Кеті Найтінгейл (грає Люсі Гаскелл). У двері будинку дзвонить чоловік, щоб передати старий лист Саллі Сперроу. Саллі не помічає, як Кеті раптом зникає і опиняється на полі в 1920 році. Пожовтілий лист для Саллі був написаний Кеті, і виявляється, що чоловік, який її доставляє — онук Кеті. У своєму листі Кеті описує своє подальше життя у 20 столітті та доручає Саллі повідомити її брата Ларрі про своє зникнення. Саллі піднімається нагору будинку, де знаходить три статуї ангелів. В руках одної зі статуй вона виявляє ключ, який забирає.
Саллі відвідує Ларрі в магазині DVD-дисків. Він та його колега розбираються з пасхальними яйцями, які записані на різних DVD. В кожному з них є запис із чоловіком, який називає себе Доктором та який розмовляє з кимось напроти себе. Ларрі дає Саллі список DVD, на яких записані дані «пасхальні яйця». Саллі прямою до місцевої поліцейської дільниці, де вона зустрічається з молодим поліцейським Біллі Шиптоном. Він їй пояснює, що досить багато людей безслідно зникло поблизу них. Він привозить її на машині в підземну парковку, де поруч із транспортними засобами зниклих людей знаходиться старомодна зачинена поліцейська будка. Вона покидає поліцейську дільницю, однак повертається, після того, як згадує про ключ у своїй сумці. Однак парковка виявляється порожньою: Біллі та поліцейська будка зникли через дії янголів, які ховаються на парковці.
Відразу після цього вона отримує дзвінок від Біллі, який телефонує з лікарні. Там, на її здивування, виявляється, що для Біллі пройшло 40 років, а цей день є днем його смерті. Біллі розповідає, як він виявив, що ангели хочуть вкрасти поліцейську будку, і він раптом опинився в 1969 році. Там він зустрівся з Доктором, який попросив його надіслати повідомлення Саллі. Протягом наступних кількох десятиліть Біллі займається випуском DVD, та зрештою відповідає за нелегальний запис відеоповідомлень Доктора на дисках. Останні кілька годин Саллі проводить у лікарні зі смертельно хворим Біллі. Перш ніж він помирає, Біллі розповідає їй повідомлення від Доктора: Саллі повинна переглянути список DVD-дисків. Саллі виявляє, що список складається саме з DVD, які вона має у власній колекції DVD. Відеоповідомлення призначені саме для них із Ларрі.

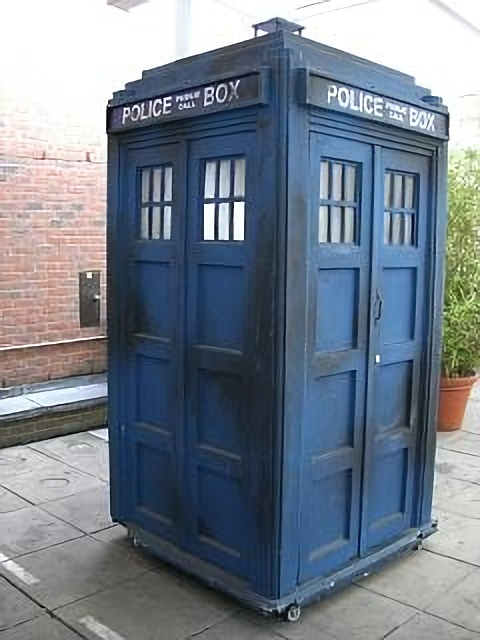
TARDIS

Разом із Ларрі та портативним DVD-програвачем Саллі повертається у занедбаний будинок та відтворює відеоповідомлення. Роблячи це, вона виявляє, що може таким чином спілкуватися з Доктором. Оскільки в минулому була точна стенограма її розмови (яку Ларрі зараз робить на основі розмови Саллі з Доктором), Доктор може таким чином відповісти на її запитання. Він пояснює, що плакучі янголи є іншопланетною расою. Вони живляться потенційною енергією часу інших істот, торкаючись людей та повертаючи їх у минуле, де вони зрештою помирають від природних причин. Доктора та його супутницю Марту теж відправили назад у часі, де вони тепер застрягли у 1969 році без своєї машини часу. Ангели мають унікальний захисний механізм (див. квантовий ефект Зенона): поки інша жива істота спостерігає за ними, вони — нерухомі кам'яні статуї. Однак, як тільки людина відводить погляд або навіть кліпає, ангели можуть вільно рухатися. Доктор застерігає їх не відводити очей від статуй та навіть кліпати, якщо вони не хочуть померти. Він каже їй шукати свою машину часу TARDIS — блакитну поліцейську будку, яку Саллі бачила на підземній парковці.
Коли відео закінчується, вони виявляють, що одна зі статуй ангелів уже ввійшла до кімнати і наближається через те, що за ним не слідкували. Вони швидко тікають до підвалу, де, крім трьох інших ангелів, вони також бачать TARDIS. В той час, як мерехтить світло, ангели наближаються під час його коротких вимкнень. Саллі зрештою вдається розблокувати TARDIS, і вона разом з Ларрі тікає всередину нього. Там вони бачать голограму Доктора, яка наказує їй активувати машину часу з DVD, який вона принесла із собою. Машина часу, оточена ангелами, переміщується до 1969 року, але залишає Саллі та Ларрі в підвалі, оточених нерухомими статуями ангелів. Ларрі усвідомлює, що Доктор перехитрив янголів: тепер, коли чотири ангели постійно дивляться один на одного, вони перетворені на камінь назавжди.
Через один рік Саллі та Ларрі разом відкривають магазин DVD-дисків та книг. Саллі, на відміну від Ларрі, не покидають думки про пережите: вона все ще стурбована тим, як Доктор отримав усю необхідну інформацію в минулому. Вона тримає в руках папку, в якій зібрані фотографії, список DVD та інші підказки для Доктора. Коли Ларрі за дорученням покидає магазин, Саллі раптом бачить на вулиці Десятого Доктора та Марту Джонс, які виходять зі свого таксі. Вони разом поспішають, тримаючи в руках лук та стріли. Вони не впізнають Саллі, коли вона до них звертається, унаслідок чого Саллі усвідомлює, що події з янголами знаходяться для них у майбутньому. Вона передає Доктору папку та попереджає його, що інформація в ній стане важливою для нього у майбутньому, закриваючи цим часову петлю.
Історія закінчується попередженням Доктора про янголів: не кліпати чи відводити погляд. Однак цього разу він звертається до глядачів, а на екрані показані відомі бронзові та кам'яні скульптури в громадських місцях.

## Знімання епізоду

### Написання сценарію
Сценарій епізоду був написаний Стівеном Моффатом. Частина сюжету епізоду заснована на короткій історії Моффата про Дев'ятого Доктора з «Doctor Who Annual» 2006 з назвою «Що я робила на мої різдвяні свята, написано Саллі Сперроу». Коротка історія представлена як домашня робота 12-річної Саллі, яка бачила докази присутності Доктора в минулому під час відвідин нею будинку тітки. «Що я робила на мої різдвяні свята» включає в собі деякі елементи, які присутні в «Кліп-кліп», включаючи повідомлення під шпалерами від Доктора та онтологічний парадокс із розмовою між Саллі та Доктором, записаний раніше на відеокасеті та оснований на письмовому записі розмови між ними. Однак замість плакучих янголів, у «Що я робила на мої різдвяні свята» показано Доктора і TARDIS, випадково розділених двадцятьма роками в часі через поломку в машині часу, і у Доктора є змога пояснити Саллі, як повернути TARDIS до нього в минулому.
У Моффата виникла концепція плакучих янголів після того, як він побачив статую янгола на кладовищі під час родинного свята, планувавши використати їх у епізодах наступного сезону, якими пізніше стали «Тиша у Бібліотеці» та «Ліс мертвих». Однак після відмови від написання першої двосерійної історії, Хелен Рейнор взяла на себе ці епізоди, написавши сценарій для «Далеків на Манхеттені» та «Еволюцію далеків». Моффат добровільно вирішив написати сценарій для епізоду в режимі «Доктор-лайт» та вирішив використати в цьому епізоді плакучих янголів, який пізніше став епізодом «Кліп-кліп». Моффата надихнула дитяча гра «Статуї» при написанні сценарію епізоду, яку він завжди вважав «лякаючою». Мюррей Ґолд, композитор епізоду, пізніше порівняв цих істот з коротко підстриженими істотами, які рухаються непомітно, як привиди, в романі Стівена Кінга 1977 року «Сяйво».

### Знімання

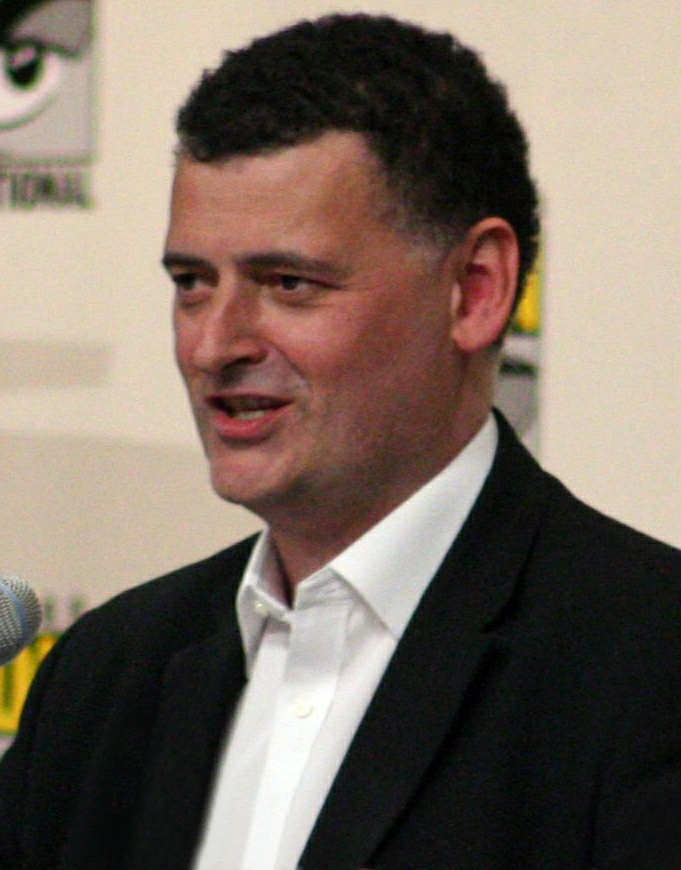
Сценарист епізоду — Стівен Моффат

Режисером епізоду стала Хетті Макдональд, ставши першим режисером-жінкою епізоду «Доктора Хто» після серії епізодів з Шостим Доктором «Знак Рані». Расселл Ті Девіс, виконавчий продюсер телесеріалу, пізніше зазначив, що завдяки роботі Макдональд в епізод було включено «найкрасивіші [візуальні ефекти], які ми коли-небудь мали». Британська акторка Кері Мілліган була вибрана, щоб зіграми Саллі Сперроу, чому вона надзвичайно раділа. СПочатку вона була стурбована малою кількістю екранного часу для Десятого Доктора, але після випуску епізоду вона була задоволена результатом.
Початково продюсери планували, щоби Майкл Обіора зіграв як молодого, так і старого Біллі Шиптона. Однак було вирішено, що Обіора з макіяжем виглядав би несправжнім, тому Луї Махоні був вибраний на роль старої версії персонажа. Початково Обіора грав свою роль з лондонським акцентом, однак через важку вимову Махоні Обіорі довелось переозвучити свої репліки, щоби вони відповідали одна одній.

### Спецефекти
Моффат жартував, що «відтоді, як я був дитиною, я думав про монстрів з „Доктора Хто“ так само, як і зараз: вони коштують знімальному відділу […] багато грошей». Для того, щоби створити жорсткий одяг янголів, відповідальний за реквізит Роб Майор просяк тканину скловолоконною смолою, а потім пофарбував «протези», які в нього вийшли. Хоча янголи жодного разу не показані в епізоді в русі, усі плакучі янголи були зіграні акторками Агою Блонскою та Елен Томас, на яких було нанесено грим та одягнені протези. Вони надягали дві різні маски: одна була для спокійного виразу обличчя, інша з оголеними іклами. Блонска пізніше зазначила: «Я частово розмальована, частково приклеєна до костюма, але почуваюся досить комфортно». Однак акторки були трохи «хиткими», коли вони стояли прямо, тому продюсери використали цифрові ефекти для того, щоб зробити янголів нерухомими у епізоді. Моффат був дуже задоволений результатами та назвав їх «фантастичними». Мілліган пізніше назвала візуальні ефекти «дуже гарними» та «справді лякаючими».

## Трансляція епізоду та відгуки

### Трансляція епізоду
Епізод «Кліп-кліп» уперше транслювався у Великій Британії на телеканалі BBC One 9 червня 2007 року. За нічними оцінками епізод переглянуло 6,1 мільйонів глядачів. Після того, як були ураховані глядачі в режимі Time Shifted TV, оцінка зросла до 6,62 мільйонів глядачів. Епізод став сьомою найбільш переглядуваною телепрограмою на BBC One за тиждень, який закінчувався 10 червня, ставни епізодом з найнижчим рейтингом третього сезону поновленоно «Доктора Хто». Епізод отримав 87 балів за індексом оцінки («відмінно»). Під час початкової трансляції перед розкриттям епізоду було показано короткий кліп із карткою із написом «Рік пізніше». У синдикованій та DVD-версії цей кліп було видалено.
DVD з регіональним кодом 2 (для Європейського Союзу) з епізодом «Кліп-кліп» вийшов 23 липня 2007 року, він також містив епізоди «Людська природа» та «Сім'я крові». 5 листопада 2007 року епізод вийшов знову як частина DVD з повним набором епізодів третього сезону.

### Критика епізоду
Епізод «Кліп-кліп» отримав загальне визнання критиків, багато хто хвалив гру акторів, сценарій, напруженість та страх у епізоді та самих плакучих янголів. Стівен Брук із «Гардіан» назвав його «дивовижно моторошним епізодом», який «повністю мав сенс», попри «дуже мале представлення Доктора та Марти» в епізоді. Девід Бредлі з SFX оцінив епізод «Кліп-кліп» у п'ять зірок із п'яти, сказавши, що в епізоді міг би бути представлений будь-хто із попередніх Докторів та прогнозував, що «позачасовість» епізоду забезпечить, що епізод «стане як один з найкращих, найстрашніших, найрозумніших епізодів „Доктора Хто“ усіх часів». Тревіс Фікетт з IGN дав епізоду оцінку 9,1 із 10, похваливши те, як глядачі відчували, ніби вони знали Саллі Сперроу уже довгий час, а також силу акторської гри Малліган, хоча він зазначив, що «вся гра акторів у цьому епізоді є винятковою». Він зробив висновок, що «важко повірити, що так багато було здійснено за такий короткий проміжок часу. Розповідалася історія не одних, а двох стосунків, перехрестилися кілька часових ліній, і було переможено нового і досить страхітливого ворога повністю без Доктора, який навіть не стикався з ними». Росс Рудінгер з журналу «Slant Magazine» вважав, що цей епізод є не просто найкращим епізодом «Доктора Хто», але й чудовим епізодом науково-фантастичного жанру та жанру жахів, який міг би дозволити йому стояти окремо. Він також високо оцінив концепцію плакучих янголів, яка викликає страх, а також «ніжність історії та персонажів», які були «досить хитромудрими, враховуючи, скільки подій відбувається за ці 45 хвилин». «The Daily Telegraph» назвав цей епізод одним із найкращих за всю трансляцію телесеріалу, зазначивши, що, хоча Доктор «дещо перебуває на периферії тут», і це «додає загрозливості».
Багато критиків вважають епізод одним із найсильніших протягом участі Теннанта в телесеріалі у роді Десятого Доктора. Метт Уельс із IGN назвав його шостим найкращим епізодом протягом участі Теннанта в телесеріалі, а Сем Макферсон з TVOvermind назвав його другим найкращим епізодом Десятого Доктора. У 2011 році, перед трансляцією другою половиною шостого сезону, «The Huffington Post» позначив «Кліп-кліп» одним із п'яти необхідних епізодів, які повинні переглянути нові глядачі. Плакучі янголи також отримали схвалення критиків. 2009 року SFX назвала кульмінацію, коли плакучі янголи рухалися до Саллі та Ларрі найстрашнішим моментом в історії «Доктора Хто», описуючи це як «жахливе поєднання страшної концепції та ідеального напрямку». Плакучі янголи увійшли під номером три в «Десять найкращих нових класичних монстрів» в «Entertainment Weekly» Ніла Геймана, а в «TV Squad» вони були названі третім найстрашнішим телевізійним персонажем. «The Daily Telegraph» дав їм оцінку третього «злодія» у «Доктор Хто» після Свідомості Нестін та далеків. У 2009 році SFX врахував янголів у своєму списку улюблених речей поновленого «Доктора Хто», написавши про них «Найстрашніші. Монстри. За всі часи.»

### Нагороди епізоду
Сценарист Стівен Моффат був удостоєний премії BAFTA Craft 2008 та BAFTA Cymru найкращого сценариста за свою роботу над епізодом. Епізод «Кліп-кліп» отримав премію «Г'юґо» за найкращу драматичну постановку (коротка форма), а Кері Малліган здобула премію «Сузір'я» за найкращу гру жіночого актора в науково-фантастичному телевізійному епізоді 2007 року. Епізод був номінований на премію «Неб'юла» за кращий сценарій, але програв «Лабіринту фавна» Гільєрмо дель Торо.